# Bob Enevoldsen
Bob Enevoldsen (* 11. Januar 1920 in Billings (Montana) als Robert Martin Enevoldsen; † 19. November 2005 in Los Angeles) war ein amerikanischer Jazz-Posaunist, Bassist und Arrangeur des West Coast Jazz. Er spielte mit Art Pepper, Shorty Rogers und Shelly Manne.

## Leben
Bob Enevoldsen studierte an der University of Montana, wo er 1942 mit einem Diplom in Musiktheorie abschloss. Nach seinem Militärdienst zu Beginn seiner Musikerkarriere spielte Bob Enevoldsen Klarinette in Utahs Sinfonieorchester und zog 1951 nach Los Angeles, wo er in unterschiedlichen West-Coast-Jazz-Formationen tätig war, so als Bassist 1954/55 bei Bobby Troup. 1955 war er Gründungsmitglied der Formation Shelly Manne & His Men. Oft war er als Ventilposaunist zu hören, er spielte jedoch auch Tenorsaxophon. Enevoldsen machte Plattenaufnahmen mit Leonard Feather, Tal Farlow, Bob Florence, Terry Gibbs, Gerry Mulligan, Lennie Niehaus, Marty Paich, Art Pepper, Dave Pell und Shorty Rogers, Howard Rumseys Lighthouse All Stars und veröffentlichte unter eigenem Namen. In den 1960er Jahren war er als Studiomusiker in verschiedenen Fernsehshows tätig, so für Ray Anthony, Steve Allen, Woody Woodbury, Peter Marshall und dem Los Angeles Neophonic Orchestra; außerdem begleitete er die Sängerinnen Ella Fitzgerald und Anita O’Day. In den 1970er Jahren arbeitete er mit Bob Crosby, Jack Lesberg, Tex Beneke, Bill Holman, Mel Tormé und den Lighthouse All Stars. In den 1990er Jahren war Enevoldsen vorwiegend als freischaffender Musiker tätig; so wirkte er an dem Album A View From The Side von Bill Holman mit.

## Diskografie (Auswahl)
- Shelly Manne & His Men: Concerto for Clarinet & Combo (Contemporary, 1957)
- Ella Fitzgerald: Ella Swings Lightly (Verve, 1958)
- Tal Farlow: Jazz Masters (Verve, 1955–58)
- Herbie Harper: Five Brothers (VSOP, 1955)
- Bill Holman: A View From The Side (JVC, 1995)
- Shelly Manne: The West Coast Sound (OJC, 1955)
- Lennie Niehaus: Zounds (OJC, 1954–56); The Octet No. 2, Volume 3 (OJC, 1955)
- Art Pepper: Modern Jazz Classics (OJC, 1959)
- Shorty Rogers: Courts The Count (RCA, 1954); The Wizard Of Oz (RCA, 1959)